# Andy老師
Andy老師（本名王崇睿，1994年6月23日—）為臺灣YouTuber，曾擔任平面廣告模特兒，與從事餐飲界工作且擁有烘焙丙級證照，也曾參與電影《大尾鱸鰻2》客串演出。2016年至2024年間與前女友張家寧共同經營YouTube頻道「眾量級CROWD」，2024年兩人分手後，分別在各自個人頻道發展。
2025年3月11日，Andy老師的個人YouTube頻道原先擁有21.8萬訂閱。在發布指控張家寧及其家人影片後，於3月13日3點11分突破百萬訂閱，時間僅花費32小時，成為台灣Youtube訂閱成長速度最快的百萬訂閱YouTuber。3月15日0時發布影片回應張家人聲明後，4點04分在其個人Facebook粉絲專頁上宣布突破200萬訂閱。

## 經歷
2016年，Andy老師與前女友張家寧共同經營「眾量級CROWD」YouTube頻道。2024年9月20日，Andy老師開始經營個人頻道並上傳第一部個人影片。同年10月26日，Andy老師與張家寧兩人宣布分手並停止更新「眾量級CROWD」頻道，後各自發展。

### 2025年
3月11日，發佈爆料影片《10年了！227萬訂閱眾量級CROWD「原來不是我的？！」》，委託上林法律事務所林哲健律師及張宏暐律師指控張家寧的母親曾淑惠，此片留言區的抖內贊助律師費約800萬元；13日3點11分，頻道突破100萬訂閱。15日凌晨發佈5分鐘的澄清及反擊影片《直球對決張家人聲明！》，發布約8小時後已達到300萬次觀看數；同日3點54分，YouTube頻道突破200萬訂閱；4時在個人Facebook發文，感謝網友對各社群平台的支持與訂閱；同日11點多，個人頻道的訂閱數超越「眾量級CROWD」頻道。
此外，電腦、成人影視、房地產、精品、隱形眼鏡、居家設計等36個廠商表態力挺，並表示只要Andy老師開口，願意提供免費產品支持。另有網紅「天后闆妹」宣布捐贈500萬創業基金，而「地產阿北」發文表示，將提供台中市總價約新台幣1000萬元的房產作為創作基地，並由其公司負擔頭期款與前兩年房貸，後續贈屋流程將在律師與公證人見證下進行。
3月21日，Andy發布影片宣布將搬離居住十年的小套房，並在影片中重現經典拍攝片段，引發粉絲共鳴。他亦在影片中幽默引用網友以AI製作的「小明劍魔」惡搞版本。
4月1日，Andy老師返鄉雲林與家人團聚，並於個人YouTube頻道發布相關影片。他於影片中表示，頻道自訂閱數突破240萬後，選擇回家與母親分享此一里程碑。影片內容包括與家人在農場及餐廳的互動，其母親亦在鏡頭前提及對近期事件的關注與壓力，並向觀眾表達感謝。此外，影片中亦紀錄了民眾在公共場所對其表達支持的場景。
5月27日，Andy老師發片反駁家寧的指控，一天後影片已有311萬次遊覽，訂閱數也上升至243萬。

## 經營權糾紛
2025年3月11日，Andy老師在個人YouTube頻道發佈影片《10年了！227萬訂閱眾量級CROWD「原來不是我的？！」》，指控前女友張家寧及其家人，詳細列舉八項指控，包含股權分配不公、薪資未調整、無法查帳、失去頻道管理權限、被解除董事職位、被借名登記公司、商標被張家寧母親申請、以及分手後被切斷經濟支援。他表示，自2016年創立頻道以來，他始終未能完全掌握公司財務，另在2018年張家寧的母親成立「群海娛樂股份有限公司」時，被分配的股權僅有25%。
Andy老師也透露，與張家寧分手後不久，他便無法登入「眾量級CROWD」的各社群平台帳號，並在股東會上被要求轉讓股份。他隨後委託律師向對方發出存證信函，要求查明財務狀況，對方則回應表示，其股份屬於借名登記，並要求他配合辦理股權轉移。另外，也質疑自己僅擁有25%股權，而非與張家寧平分。此外，他表示自2018年至2024年間，YouTube頻道與廣告收益估計超過1億元新台幣，但他僅獲得695萬元薪資，並要求公開帳冊與金流。此外，Andy老師提到2024年10月試圖恢復頻道盈利時，遭到踢出YouTube帳戶，並稱頻道收益實際進入張家寧雙親的外幣帳戶，而非他個人帳戶。他還質疑「眾量級CROWD」頻道商標由張家寧的母親個人持有，以及頻道所獲車輛也登記於其母親名下。

## 作品

### 電影
| 年份   | 片名      | 飾演     | 導演   | 票房               | 來源          |
| 2016年 | 大尾鱸鰻2 | 醫護人員 | 邱瓈寬 | 臺灣 新台幣1.7億元 | [ 28 ] [ 29 ] |

### 音樂
單曲
| 發表日期     | 歌曲           | 主唱     | 作詞                     | 作曲           | 來源   |
| 2025年7月4日 | 我已不是那個誰 | Andy老師 | 派偉俊、呂尚霖、Andy老師 | 派偉俊、呂尚霖 | [ 30 ] |

## 外部連結
- YouTube上的Andy老師頻道（繁體中文）
- Andy老師的Instagram帳戶（繁體中文）
- Andy老師的Facebook專頁（繁體中文）
- Andy老師的TikTok（繁體中文）